# La Bóveda de Toro
La Bóveda de Toro é um município da Espanha na província de Zamora, comunidade autónoma de Castela e Leão, de área 59,15 km² com população de 885 habitantes (2007) e densidade populacional de 15,15 hab/km².

## Demografia
| Variação demográfica do município entre 1991 e 2004 | Variação demográfica do município entre 1991 e 2004 | Variação demográfica do município entre 1991 e 2004 | Variação demográfica do município entre 1991 e 2004 |
| --------------------------------------------------- | --------------------------------------------------- | --------------------------------------------------- | --------------------------------------------------- |
| 1991                                                | 1996                                                | 2001                                                | 2004                                                |
| 1090                                                | 1029                                                | 939                                                 | 896                                                 |